# Paddock Lake
Paddock Lake ist eine Gemeinde (mit dem Status „Village“) im Kenosha County im US-amerikanischen Bundesstaat Wisconsin. Im Jahr 2010 hatte Paddock Lake 2992 Einwohner.
Paddock Lake ist Bestandteil der Metropolregion Chicago.

## Geografie
Paddock Lake liegt rings um den gleichnamigen See im Südosten Wisconsins, rund 5 km östlich des Fox River, rund 10 km nördlich der Grenze zu Illinois und 25 km westlich des Michigansees. 
Die geografischen Koordinaten von Paddock Lake sind 42°34′39″ nördlicher Breite und 88°06′18″ westlicher Länge. Das Gemeindegebiet erstreckt sich über eine Fläche von 8,03 km² und ist im Norden von der Town of Brighton sowie im Süden von der Town of Salem umgeben, gehört aber keiner davon an.
Nachbarorte von Paddock Lake sind Brighton (8,1 km nördlich), Kenosha (24,2 km östlich), Bristol (7,6 km ostsüdöstlich), Salem (an der südlichen Ortsgrenze), Antioch in Illinois (12,3 km südlich), Camp Lake (7,3 km südwestlich), Silver Lake (8,3 km in der gleichen Richtung) und New Munster (12 km westlich).
Die nächstgelegenen größeren Städte sind Wisconsins größte Stadt Milwaukee (67 km nordnordöstlich), Chicago in Illinois (105 km südsüdöstlich), Rockford in Illinois (103 km westsüdwestlich) und Wisconsins Hauptstadt Madison (145 km westnordwestlich).

## Verkehr
In Paddock Lake treffen die Wisconsin State Highways 50, 75 und 83 zusammen. Dabei erreicht der WIS 75 mit der Einmündung in den WIS 50 seinen südlichen Endpunkt. Alle weiteren Straßen sind untergeordnete Landstraßen, teils unbefestigte Fahrwege sowie innerörtliche Verbindungsstraßen.
Mit dem Kenosha Regional Airport befindet sich 15,8 km östlich ein Regionalflughafen. Die nächsten Verkehrsflughäfen sind der Milwaukee Mitchell International Airport in Milwaukee (57 km nordnordöstlich) und der Chicago O’Hare International Airport in Chicago (79 km südsüdwestlich).

## Bevölkerung
Nach der Volkszählung im Jahr 2010 lebten in Paddock Lake 2992 Menschen in 1125 Haushalten. Die Bevölkerungsdichte betrug 372,6 Einwohner pro Quadratkilometer. In den 1125 Haushalten lebten statistisch je 2,66 Personen. 
Ethnisch betrachtet setzte sich die Bevölkerung zusammen aus 95,5 Prozent Weißen, 0,5 Prozent Afroamerikanern, 0,5 Prozent amerikanischen Ureinwohnern, 0,3 Prozent Asiaten, 0,1 Prozent Polynesiern sowie 1,4 Prozent aus anderen ethnischen Gruppen; 1,7 Prozent stammten von zwei oder mehr Ethnien ab. Unabhängig von der ethnischen Zugehörigkeit waren 5,2 Prozent der Bevölkerung spanischer oder lateinamerikanischer Abstammung. 
24,7 Prozent der Bevölkerung waren unter 18 Jahre alt, 66,9 Prozent waren zwischen 18 und 64 und 8,4 Prozent waren 65 Jahre oder älter. 49,7 Prozent der Bevölkerung war weiblich.
Das mittlere jährliche Einkommen eines Haushalts lag bei 65.170 USD. Das Pro-Kopf-Einkommen betrug 23.950 USD. 4,7 Prozent der Einwohner lebten unterhalb der Armutsgrenze.